# Vallon-sur-Gée
Vallon-sur-Gée és un municipi francès situat al departament del Sarthe i a la regió de País del Loira. L'any 2007 tenia 791 habitants.

## Demografia

### Població
El 2007 la població de fet de Vallon-sur-Gée era de 791 persones. Hi havia 276 famílies de les quals 68 eren unipersonals (8 homes vivint sols i 60 dones vivint soles), 80 parelles sense fills, 108 parelles amb fills i 20 famílies monoparentals amb fills.
La població ha evolucionat segons el següent gràfic:
Habitants censats

### Habitatges
El 2007 hi havia 336 habitatges, 282 eren l'habitatge principal de la família, 24 eren segones residències i 30 estaven desocupats. 327 eren cases i 8 eren apartaments. Dels 282 habitatges principals, 198 estaven ocupats pels seus propietaris, 79 estaven llogats i ocupats pels llogaters i 5 estaven cedits a títol gratuït; 16 tenien dues cambres, 49 en tenien tres, 84 en tenien quatre i 133 en tenien cinc o més. 197 habitatges disposaven pel capbaix d'una plaça de pàrquing. A 107 habitatges hi havia un automòbil i a 149 n'hi havia dos o més.

### Piràmide de població
La piràmide de població per edats i sexe el 2009 era:
| Homes | Edats   | Dones |
| ----- | ------- | ----- |
| 0     | 95 o +  | 4     |
| 0     | 90 a 94 | 4     |
| 20    | 85 a 89 | 16    |
| 8     | 80 a 84 | 8     |
| 12    | 75 a 79 | 28    |
| 12    | 70 a 74 | 24    |
| 20    | 65 a 69 | 24    |
| 16    | 60 a 64 | 20    |
| 16    | 55 a 59 | 16    |
| 8     | 50 a 54 | 28    |
| 20    | 45 a 49 | 0     |
| 28    | 40 a 44 | 36    |
| 32    | 35 a 39 | 28    |
| 16    | 30 a 34 | 16    |
| 16    | 25 a 29 | 12    |
| 12    | 20 a 24 | 28    |
| 12    | 15 a 19 | 28    |
| 12    | 10 a 14 | 24    |
| 52    | 5 a 9   | 20    |
| 20    | 0 a 4   | 12    |

## Economia
El 2007 la població en edat de treballar era de 471 persones, 351 eren actives i 120 eren inactives. De les 351 persones actives 317 estaven ocupades (178 homes i 139 dones) i 34 estaven aturades (16 homes i 18 dones). De les 120 persones inactives 46 estaven jubilades, 34 estaven estudiant i 40 estaven classificades com a «altres inactius».

### Ingressos
El 2009 a Vallon-sur-Gée hi havia 293 unitats fiscals que integraven 763 persones, la mediana anual d'ingressos fiscals per persona era de 15.877 €.

### Activitats econòmiques
Dels 18 establiments que hi havia el 2007, 1 era d'una empresa extractiva, 1 d'una empresa alimentària, 3 d'empreses de construcció, 1 d'una empresa de comerç i reparació d'automòbils, 2 d'empreses de transport, 2 d'empreses d'hostatgeria i restauració, 2 d'empreses de serveis, 4 d'entitats de l'administració pública i 2 d'empreses classificades com a «altres activitats de serveis».
Dels 5 establiments de servei als particulars que hi havia el 2009, 1 era una oficina de correu, 1 paleta, 1 lampisteria, 1 electricista i 1 perruqueria.
Dels 2 establiments comercials que hi havia el 2009, 1 era una fleca i 1 una carnisseria.
L'any 2000 a Vallon-sur-Gée hi havia 19 explotacions agrícoles que ocupaven un total de 1.302 hectàrees.

## Equipaments sanitaris i escolars
El 2009 hi havia 1 escola elemental i 1 escola elemental integrada dins d'un grup escolar amb les comunes properes formant una escola dispersa.

## Poblacions més properes
El següent diagrama mostra les poblacions més properes.